# 1707.
◄ | 17. stoljeće | 18. stoljeće | 19. stoljeće | ►
◄ | 1670-ih | 1680-ih | 1690-ih | 1700-ih | 1710-ih | 1720-ih | 1730-ih | ►
◄◄ | ◄ | 1704. | 1705. | 1706. | 1707. | 1708. | 1709. | 1710. | ► | ►►
Arhitektura • Astronomija • Biologija • Glazba • Kazalište • Kemija • Kiparstvo • Knjige • Književnost • Kršćanstvo • Medicina • Politika • Pravo • Promet • Slikarstvo • Znanost

## Rođenja
- 25. veljače – Carlo Goldoni, talijanski komediograf i reformator komedije († 1793.)
- 12. travnja – Henry Fielding, engleski književnik († 1754.)
- 15. travnja – Leonhard Euler, švicarski matematičar, fizičar i astronom († 1783.)
- 23. svibnja – Carl von Linne, švedski botaničar († 1778.)
- 15. srpnja – Franjo Ksaver Pejačević, hrvatski povjesničar i teolog († 1781.)
- 25. kolovoza – Luj I., kralj Španjolske († 1724.)

## Smrti
- 3. ožujka – Aurangzeb, indijski car (* 1618.)

## Vanjske poveznice
|  | Zajednički poslužitelj ima još gradiva o temi 1707. |